# Melanodryas vittata
A Melanodryas vittata a madarak osztályának verébalakúak (Passeriformes) rendjéhez és a cinegelégykapó-félék (Muscicapidae) családjához tartozó tartozó faj.

## Rendszerezése
A fajt Jean René Constant Quoy és Joseph Paul Gaimard írták le 1832-ben, a Muscicapa nembe Muscicapa vittata néven.

## Alfajai
- Melanodryas vittata kingi (Mathews, 1914)
- Melanodryas vittata vittata (Quoy & Gaimard, 1830)[2]

## Előfordulása
Ausztrália déli részén lévő szigetek, köztük Tasmania területén honos. Természetes élőhelyei a mérsékelt övi erdők, cserjések és mocsarak, valamint legelők, szántóföldek és vidéki kertek. Állandó, nem vonuló faj.

## Megjelenése
Testhossza 17 centiméter, testtömege 25–31 gramm.

## Életmódja
Gerinctelenekkel, különösen rovarokkal táplálkozik, de néha magvakat is fogyaszt.

## Természetvédelmi helyzete
Az elterjedési területe kicsi, egyedszáma viszont stabil. A Természetvédelmi Világszövetség Vörös listáján nem fenyegetett fajként szerepel.